# Antonio Zullo
Antonio Zullo, né le 31 août 1993 à Roccasecca, est un coureur cycliste italien.

## Biographie
Antonio Zullo est originaire de Roccasecca, une commune située dans le Latium. Il commence le cyclisme en 1999 ou 2000 au club Castrocielo Sport,. 
En 2016, il rejoint le Team Futura-Rosini, dirigé par l'ancien cycliste Franco Chioccioli,. Bon grimpeur, il s'impose à deux reprises et obtient diverses places d'honneur chez les amateurs italiens. L'année suivante, il remporte trois nouvelles courses. 
Il fait ses débuts au niveau continental en 2018 au sein de l'équipe Amore & Vita-Prodir. Il quitte l'équipe le 30 juin 2019, avant de la réintégrer en 2020.

## Palmarès
- 2016
  - Trofeo Comune di Monte Urano
  - Targa Crocifisso
  - 2e de la Coppa in Fiera San Salvatore
- 2017
  - Trofeo Alta Valle del Tevere
  - Trophée de la ville de Malmantile
  - Trofeo Sportivi di Briga
  - 2e du Grand Prix de la ville de Pontedera
  - 2e du Tour de la Province de Bielle
  - 2e du Gran Premio Montanino